# 七一勋章
七一勋章是中国共产党授予党员的一种勋章，是现行中国共产党党内荣誉中最高的一级，由中国共产党中央委员会决定，中共中央总书记授予，于2017年7月22日起启用。

## 历史
2021年2月27日，中共中央办公厅印发《关于做好“七一勋章”提名和全国“两优一先”推荐工作的通知》，在中国共产党成立100周年之际，以中共中央名义首次颁授“七一勋章”，表彰全国优秀共产党员、全国优秀党务工作者和全国先进基层党组织。
2021年5月31日，中共中央组织部、党和国家功勋荣誉表彰工作委员会办公室公布了29名“七一勋章”提名建议人选。
经中共中央批准，“七一勋章”颁授仪式于6月29日上午10时在人民大会堂举行。仪式上，中共中央政治局常委王沪宁宣读《中共中央关于授予“七一勋章”的决定》，授予29名同志“七一勋章”，中共中央总书记习近平为“七一勋章”获得者颁授勋章。
7月1日，部分「七一勳章」獲得者登上天安门城樓，觀看庆祝中国共产党成立100周年大会。

## 外观
以红色、金色、白色为主色调，使用冷压成型、花丝镶嵌、彩丝织锦等工艺制作。章体采用党徽、五角星、旗帜、丰碑与光芒、向日葵、大山大河、如意祥云等元素。有别于国家勋章和国家荣誉称号奖章的金属章链，“七一勋章”使用织物绶带，采用向日葵、光芒、星光等元素，寓意在党的阳光沐浴下，勋章获得者一心向党，全心全意为人民服务，不忘初心、牢记使命、砥砺前行。

## 授予

### 资格
2017年7月，由党和国家功勋荣誉表彰工作委员会制定的《中国共产党党内功勋荣誉表彰条例》、《“七一勋章”授予办法》，已经中共中央批准实施。根据《中国共产党党内功勋荣誉表彰条例》及《“七一勋章”授予办法》，“七一勋章”授予在中国特色社会主义伟大事业和党的建设新的伟大工程中作出杰出贡献的党员，一般每5年授予1次，在中国共产党成立“逢五、逢十”周年时进行，有需要时可以及时授予。这是由中共中央决定、中共中央总书记签发证书并颁授的党内最高荣誉。

### 名单
| 序号 | 姓名            | 生卒                                   | 入党时间   | 职务 | 曾获主要奖励                                                              | 主要貢獻 | 授予日期      |
| ---- | --------------- | -------------------------------------- | ---------- | --- | ------------------------------------------------------------------------- | --- | ------------- |
| 1    | 马毛姐          | 1935年9月（89歲）                      | 1954年6月  | 安徽省原合肥市服装鞋帽工业公司副经理                                                                                      | 一等渡江功臣（1949年） 支前模范（1949年）                                 | 解放战争时期支前英模的杰出代表，闻名全国的“渡江英雄”。渡江战役中，年仅14岁参加“渡江突击队”，在手臂中弹的情况下依然咬牙坚持，不畏枪林弹雨6次横渡长江，运送3批解放军成功登岸。毛主席亲切接见她，并题词“毛姐：好好学习、天天向上”。参加工作后从不以功臣自居，在平凡岗位上默默为党工作；离休后义务作革命传统教育报告300多场次。                                                                    | 2021年6月29日 |
| 2    | 王书茂          | 1956年12月（68歲）                     | 1996年6月  | 海南省琼海市潭门镇潭门村党支部书记、村委会主任 潭门海上民兵连副连长 第十三届全国人大代表                                  | 全国劳动模范（2015年） 改革先锋（2018年）                                 | 为国护海的模范，先后参加多项国家重大涉海工作，参与南沙岛礁建设，培养南海维权民间力量。在南海维权斗争中冲锋在前，不怕牺牲、寸步不让，坚决捍卫我国领海主权和海洋权益。带领群众造大船、闯深海，发展休闲渔业、建起海洋民宿，实现共同致富。 | 2021年6月29日 |
| 3    | 王占山          | 1929年12月（95歲）                     | 1948年8月  | 河南省安阳军分区原副师职顾问 第四、五届全国人大代表                                                                       | 中国人民志愿军二级战斗英雄 全国离退休干部先进个人 朝鲜一级国旗勋章        | 战功赫赫的百战老兵，先后参加辽沈、平津、衡宝、两广、抗美援朝、中越边境自卫还击作战，出生入死、英勇杀敌，4次受到毛主席亲切接见。在抗美援朝金城战役中，带领战友坚守阵地4天4夜，打退敌人38次进攻，歼敌400余人。离休后，情繫国防事业，倾心传播红色革命基因。 | 2021年6月29日 |
| 4    | 王兰花          | 1950年6月（74歲）                      | 1995年11月 | 宁夏回族自治区吴忠市利通区金星镇王兰花热心小组党支部书记、王兰花热心小组慈善协会会长                                      | 全国三八红旗手标兵（2020） 全国民族团结进步模范个人                       | 群众心中的“活雷锋”，把解决社区居民的操心事烦心事揪心事作为毕生事业，十多年如一日坚持志愿服务。带领“王兰花热心小组”先后为居民解决各类困难7000多件，调解各类民事纠纷600多起，开展公益活动7000多场次，推动利通区志愿者从最初7人发展到6.5万余人。 | 2021年6月29日 |
| 5    | 艾爱国          | 1950年3月（74—75歲）                   | 1985年6月  | 湖南华菱湘潭钢铁有限公司焊接顾问 湖南省焊接协会监事长 党的十五大代表 第七届全国人大代表                                   | 全国劳动模范 全国十大杰出工人                                             | 工匠精神的杰出代表，秉持“做事情要做到极致、做工人要做到最好”的信念，在焊工岗位奉献50多年，集丰厚的理论素养和操作技能于一身，多次参与我国重大项目焊接技术攻关，攻克数百个焊接技术难关。作为我国焊接领域“领军人”，倾心传艺，在全国培养焊接技术人才600多名。 | 2021年6月29日 |
| 6    | 石光银          | 1952年2月（73歲）                      | 1973年7月  | 陕西省定边县定边街道十里沙村党总支原书记 陕西石光银治沙集团有限公司董事长 党的十八大代表 第十三届全国人大代表             | 全国劳动模范（2000年） 全国治沙英雄（2002年）                             | 治沙造林事业的模范代表，与荒沙碱滩不屈抗争40多年，在毛乌素沙漠南缘营造一条长百余里的绿色长城，彻底改变“沙进人退”的恶劣环境。将治沙与致富相结合，创造“公司+农户+基地”的新模式，帮助沙区群众脱贫致富。 | 2021年6月29日 |
| 7    | 吕其明          | 1930年5月（94歲）                      | 1945年9月  | 上海电影制片厂艺术委员会原副主任                                                                                          | 全国离退休干部先进个人 中国音乐金钟奖终身成就奖（2011年）                 | 新中国培养的第一批交响乐作曲家，著名电影音乐作曲家，一生坚持歌颂党、歌颂祖国、歌颂劳动人民。70年来先后为《铁道游击队》、《焦裕禄》、《雷雨》等200多部（集）影视剧作曲，创作《红旗颂》、《使命》等10余部大中型交响乐作品，300多首歌曲，《弹起我心爱的土琵琶》等歌曲广为传唱。 | 2021年6月29日 |
| 8    | 廷·巴特尔       | 1955年6月（69歲）                      | 1976年11月 | 内蒙古自治区阿巴嘎旗洪格尔高勒镇萨如拉图雅嘎查党支部原书记 党的十七大、十八大代表 第十届全国人大代表 第十三届全国政协委员 | 全国优秀共产党员 全国劳动模范 全国民族团结进步模范个人 改革先锋（2018年） | 扎根牧区、苦干实干的楷模，凭着“让牧民过上好日子”的信念，扎根牧区近50年，探索出保护生态、发展经济、促进增收新路子，使当地牧民生产生活发生翻天覆地的变化。 | 2021年6月29日 |
| 9    | 刘贵今          | 1945年8月（79歲）                      | 1971年8月  | 外交部原正司级大使 |                                                                           | 一生奉献对非外交工作，在对非外交岗位坚守、耕耘近40年，长期在非洲国家常驻，年逾七旬仍为深化中非合作发挥余热，是首位中国政府非洲事务特别代表。积极推动建立中非合作论坛机制，在传承中非友谊、深化中非合作中担当作为、倾情奉献，坚定捍卫我在非洲利益和国际形象，为促进中非关系发展作出突出贡献。                                                                                                   | 2021年6月29日 |
| 10   | 孙景坤          | 1924年10月－2023年1月7日（98歲）       | 1949年1月  | 辽宁省丹东市元宝区金山镇山城村原第一生产队队长                                                                            | 抗美援朝一级战士荣誉勋章                                                  | 先后参加四平、辽沈、平津、解放长沙、解放海南岛、抗美援朝等战役战争，荣立一等功一次、二等功多次。作为英雄报告团成员，受到毛主席等党和国家领导人亲切接见。退役后毅然回乡带领群众改变家乡面貌，是共产党员吃苦在前、公而忘私崇高品质的典范。 | 2021年6月29日 |
| 11   | 买买提江·吾买尔 | 1952年12月（72歲）                     | 1973年7月  | 新疆维吾尔自治区伊宁县温亚尔乡布力开村党支部原书记、村委会原主任 党的十八大代表                                           | 全国优秀共产党员 全国劳动模范                                             | 旗帜鲜明同“三股势力”作坚决斗争的先进模范，面对宗教极端势力的死亡威胁，毫不畏惧，挺身而出。坚持强基固本，大抓支部建设和党员队伍建设，任村支书30多年，村里未发生一起暴恐事件。深入开展“民族团结一家亲”和民族团结联谊活动，开办国语幼儿园推广国家通用语言文字，为推动民族团结进步作出突出贡献。                                                                                                   | 2021年6月29日 |
| 12   | 李宏塔          | 1949年5月（75歲）                      | 1978年4月  | 安徽省政协原党组成员、副主席 第十一、十二届全国政协委员                                                                   | 全国劳动模范（2015年） 改革先锋（2018年）                                 | 党员领导干部忠诚干净担当的典范。在民政系统工作18年，视孤寡老人为父母、视孤残儿童为子女、视民政对象为亲人，每年至少一半时间在基层度过。共产党人革命传统、优良家风的传承人，始终艰苦朴素、清正廉洁、以严治家，秉持了“革命传统代代传，坚持宗旨为人民”的不变信念。 | 2021年6月29日 |
| 13   | 吴天一          | 1934年11月（90歲）                     | 1982年5月  | 青海省心脑血管病专科医院原研究员 中国工程院院士                                                                           | 国家科技进步奖特等奖                                                      | 高原医学事业的开拓者，投身高原医学研究50余年，提出高原病防治救治国际标准，开创“藏族适应生理学”研究，诊疗救治藏族群众上万名。青藏铁路建设期间，主持制定一系列高原病防治措施和急救方案，创造了铁路建设工人无一例因高原病致死的奇迹，被称为“生命的保护神”。80多岁高龄仍带着心脏起搏器在海拔4500米以上的高原开展科研工作。                                                                         | 2021年6月29日 |
| 14   | 辛育龄          | 1921年2月12日－2022年6月7日（101歲）   | 1939年7月  | 中日友好医院原院长、胸外科主任 第五届全国人大代表                                                                         | 全国劳动模范（1979年） 全国先进工作者                                     | 新中国胸外科事业的开拓者和奠基人。战争时期，曾与白求恩并肩战斗，多次冲上前线救治伤员。和平年代，长期致力于我国胸外科创建和发展，是中国人体肺移植手术第一人，在胸外科领域多个方面取得“从0到1”的突破，为我国卫生健康事业创新发展作出卓越贡献。 | 2021年6月29日 |
| 15   | 张桂梅          | 1957年6月（67歲）                      | 1998年4月  | 云南省丽江华坪女子高级中学党支部书记、校长 华坪县儿童福利院（华坪儿童之家）院长 党的十七大代表                            | 全国脱贫攻坚楷模（2021年） 全国优秀共产党员（2020年） 全国先进工作者      | 扎根贫困地区40余年，创办全国第一所全免费女子高中，帮助1800多名贫困山区女孩圆梦大学，是为教育事业奉献一切的“张妈妈”。探索形成“党建统领教学、革命传统立校、红色文化育人”特色教学模式，用红色基因树人铸魂。拖着病体忘我工作，持续12年家访超过1600户，行程11万余公里。 | 2021年6月29日 |
| 16   | 陆元九          | 1920年1月9日－2023年6月6日（103歲）    | 1982年12月 | 中国航天科技集团有限公司科技委顾问 中国科学院院士、中国工程院院士 第三届全国人大代表 第五、六、七届全国政协委员           | 航天奖（1993年）                                                          | 我国自动化科学技术开拓者之一。作为早期出国留学的博士，新中国成立初期，突破重重阻力毅然回到祖国怀抱，潜心研究，矢志奉献。首次提出“回收卫星”概念，创造性运用自动控制观点和方法对陀螺及惯性导航原理进行论述，为“两弹一星”工程及航天重大工程建设作出卓越贡献。 | 2021年6月29日 |
| 17   | 陈红军          | 1987年3月20日－2020年6月15日（33歲）   | 2009年4月  | 中国人民解放军某部原分队长                                                                                                | “卫国戍边英雄”荣誉称号（2021年）                                          | 新时代革命军人的杰出代表，坚守高原边防10年，带领官兵完成各种急难险重任务。2020年6月15日，奉命带队前往一线紧急支援，在同外军战斗中，英勇作战、誓死不屈，为捍卫祖国领土主权、维护国家核心利益壮烈牺牲。 | 2021年6月29日 |
| 18   | 林丹            | 1948年12月（76歲）                     | 1985年8月  | 福建省福州市鼓楼区东街街道军门社区党委书记 党的十七大、十八大代表                                                         | 全国优秀共产党员 全国三八红旗手标兵                                       | 社区工作者的杰出代表，扎根社区40余年，始终为民爱民，当好党的“传声筒”、群众的“服务员”，脚踏实地做好社区每一项工作。以党建为引领，创新社区治理模式，推行“一趟不用跑、最多跑一趟”服务，设立居民恳谈日、“居家养老服务中心”等，把党的工作做到群众心坎上，被群众亲切地称为“小巷总理”。 | 2021年6月29日 |
| 19   | 卓嘎            | 1961年9月（63歲）                      | 1996年7月  | 西藏自治区隆子县玉麦乡玉麦村农民 西藏自治区妇联副主席（兼职） 第十三届全国人大代表                                        | 全国三八红旗手标兵（2020年） 时代楷模（2018年）                           | 爱国守边精神的传承者，秉持“家是玉麦、国是中国”的坚定信念，数十年如一日以抵边放牧、巡逻的方式守护数千平方公里的国土，国旗挂遍走过的每一条路，践行了“再苦再累也要守好祖国的每一寸土地”的承诺。积极宣讲党的恩情，引导群众听党话、感党恩、跟党走。 | 2021年6月29日 |
| 20   | 周永开          | 1928年3月（96—97歲）                   | 1945年8月  | 四川省原达县地委副书记 | 全国优秀共产党员（2020年） 全国离退休干部先进个人（2019年）               | 一生追随党、赤诚为人民。解放前，冒着生命危险在川北地区开展党的地下工作。新中国成立后，全心全意为百姓造福，恪尽职守推动地方发展、脱贫攻坚、改善民生和生态建设，是群众心中的“草鞋书记”。离休后带领群众植树造林，在当地建成国家级自然保护区，被亲切地称为“周老革命”。 | 2021年6月29日 |
| 21   | 柴云振          | 1926年10月－2018年12月26日（92歲）     | 1949年12月 | 四川省岳池县财政局原副县级离休干部                                                                                        | 中国人民志愿军一级战斗英雄 朝鲜自由独立勋章                               | 九死一生的战斗英雄，先后参加解放战争、抗美援朝，被称为“活着的黄继光”，是《谁是最可爱的人》原型之一。1951年在抗美援朝朴达峰阻击战中，杀敌百余人，浴血奋战到孤身一人。1952年伤残复员回乡务农，从不提及自己的功绩，为党和人民默默奉献了一辈子。 | 2021年6月29日 |
| 22   | 郭瑞祥          | 1920年12月（104歲）                    | 1937年3月  | 贵州省都匀军分区原副政治委员                                                                                              | 三级独立自由勋章 三级解放勋章 独立功勋荣誉章                              | 矢志坚守初心的红军战士。16岁投身革命，抗日战争时期，先后参加冀南战斗、反扫荡战役、肖渠战斗、曹县东南反顽战役等，作战英勇。解放战争时期，在情况非常危急、部队成分不纯的情况下，及时整顿健全组织、加强党的领导，有效挽救危局。离休后生活简朴，始终保持红军的政治本色。 | 2021年6月29日 |
| 23   | 黄大发          | 1935年11月（89歲）                     | 1959年11月 | 贵州省遵义市播州区平正仡佬族乡原草王坝村党支部书记                                                                        | 全国劳动模范（2020年） 时代楷模（2017年）                                 | 一心为民、埋头苦干、百折不挠的楷模。带领村民历时36年，在悬崖绝壁上开凿出一条主渠长7200米、支渠长2200米的“生命渠”，用实干兑现“水过不去、拿命来铺”的誓言，为改善山区群众用水条件、实现脱贫致富作出巨大贡献，被誉为“当代愚公”。 | 2021年6月29日 |
| 24   | 黄文秀          | 1989年4月18日－2019年6月17日（30歲）   | 2011年6月  | 广西壮族自治区百色市委宣传部理论科原副科长 乐业县新化镇百坭村党支部原第一书记                                             | 全国脱贫攻坚楷模（2021年） 全国优秀共产党员（2019年） 时代楷模（2019年）  | 在脱贫攻坚一线挥洒汗水、忘我奉献的新时代青年党员干部的优秀代表。研究生毕业后，放弃大城市的工作机会，主动请缨到贫困村任第一书记，把生命奉献给脱贫攻坚事业，谱写了新时代青春之歌。 | 2021年6月29日 |
| 25   | 黄宝妹          | 1931年12月（93歲）                     | 1952年11月 | 原上海第十七棉纺织厂工会副主席 党的八大代表                                                                               | 全国劳动模范（1956年、1959年）                                            | 新中国纺织工人的优秀代表，国家发展的见证者、参与者、奉献者。为实现“全国人民穿好衣”的梦想，勤勤恳恳干了一辈子，在平凡的岗位上干出了不平凡的业绩。退休后坚持发光发热，参与多地多个棉纺厂建设，积极服务居民群众，参加市“百老德育讲师团”，直播宣讲劳模精神、宣讲党的优良传统。 | 2021年6月29日 |
| 26   | 崔道植          | 1934年6月（90歲）                      | 1953年12月 | 黑龙江省公安厅刑事技术处原正处级侦查员                                                                                    | 全国公安系统一级英雄模范（2019年） 全国离退休干部先进个人（2019年）       | 我国第一代刑事技术警察、中国首席枪弹痕迹鉴定专家。60余年刑侦生涯，检验鉴定7000余件痕迹物证，参与办理1200余起重特大案件疑难痕迹检验鉴定，无一差错。研发现场痕迹物证图像处理、枪弹痕迹自动识别系统，填补国内多项技术空白。80多岁高龄仍忘我工作，参与破获久侦未破的系列案件。 | 2021年6月29日 |
| 27   | 蓝天野          | 1927年5月3日－2022年6月8日（95歲）     | 1945年9月  | 北京人民艺术剧院原演员、导演                                                                                              | 全国优秀共产党员 中国戏剧奖·终身成就奖（2013年） 全国德艺双馨终身成就奖   | 将一生奉献给人民文艺事业。青年时代参加革命，从事进步文艺活动。解放后，出演或导演《蜕变》、《茶馆》、《家》等数十部优秀文艺作品，塑造众多经典人物形象。传承艺术艺德，发掘和培养一大批文艺界领军人才，为中国话剧艺术繁荣发展作出重大贡献。 | 2021年6月29日 |
| 28   | 魏德友          | 1940年11月（84歲）                     | 1983年6月  | 新疆生产建设兵团第九师161团1连退休职工                                                                                    | 全国道德模范（2017年） 时代楷模（2016年）                                 | 兵团精神的典型代表。把家安在边境线上，为国巡边50多年，劝返和制止临界人员千余人次，管控区内未发生一起涉外事件，他的家被称为“不换防的夫妻哨所”。巡边总里程达20多万公里，相当于绕赤道5圈，被誉为边境线上的“活界碑”。 | 2021年6月29日 |
| 29   | 瞿独伊          | 1921年11月5日－2021年11月26日（100歲） | 1946年8月  | 新华通讯社原国际新闻编辑部干部                                                                                            |                                                                           | 赓续红色基因的革命先烈后代。1941年被捕入狱，面对敌人威逼利诱，绝不屈服。立足本职岗位，勤勤恳恳奉献。开国大典上，用俄语向全世界播出毛主席讲话，作为我国第一批驻外记者赴莫斯科建立新华社记者站，期间多次担任周总理和中国访苏代表团的翻译。一生淡泊名利，从不向党伸手，从不搞特殊化，始终保持共产党员的精神品格和崇高风范。为杨之华之女，瞿秋白继女，生父是浙江闻名的开明绅士沈玄庐的儿子沈剑龙。 | 2021年6月29日 |